# Roeselia signifera
Roeselia signifera är en fjärilsart som beskrevs av Pieter Cornelius Tobias Snellen 1904. Roeselia signifera ingår i släktet Roeselia och familjen trågspinnare. Inga underarter finns listade.